# أولغا نونيز
أولغا نونيز (بالإنجليزية: Olga Nunes) هي ملحنة وعازفة بيانو كندية، ولدت في 1979 في مونتريال في كندا.

## وصلات خارجية
- أولغا نونيز على موقع ميوزك برينز (الإنجليزية)